# .jo
.jo è il dominio di primo livello assegnato alla Giordania.
Nel 2010 ICANN ha approvato il dominio internazionalizzato الاردن..

## Domini di secondo livello
Sono disponibili i seguenti domini di secondo livello:
- .com.jo
- .net.jo
- .org.jo
- .mil.jo
- .edu.jo
- .sch.jo
- .per.jo
- .phd.jo